# Business Continuity Management System
Systém řízení kontinuity činností organizace (Business Continuity Management System, BCMS) je ta část celkového systému řízení organizace, která ustanovuje, zavádí, provozuje, monitoruje, přezkoumává, udržuje a zlepšuje kontinuitu činností. 

## Úvod
BCMS je systém řízení kontinuity činností organizace, který zahrnuje organizační strukturu, politiky, plánovací činnosti, odpovědnosti, praktiky, postupy, procesy a zdroje k dosažení stanovených cílů organizace. Kontinuita činností je chápána jako strategická a taktická způsobilost organizace ve smyslu přípravy a reakce na incidenty a narušení činností za účelem jejich obnovy na předem stanovené úrovni.

## Certifikace
Požadavky na plánování, ustanovení, zavedení, udržování, monitorování, přezkoumávání a zlepšování účinnosti dokumentovaného systému řízení kontinuity činností (BCMS) jsou uvedeny v ČSN EN ISO 22301:2013.
Požadavky této normy jsou obecně použitelné a jsou aplikovatelné ve všech organizacích (nebo jejich částech) bez ohledu na jejich typ, velikost a povahu činností.
Do roku 2012 byl využíván britský standard BS 25999-2:2007 „Specification for business continuity management“, vydaný britským normalizačním institutem (British Standards Institute, BSI) v roce 2007.

## Systémový přístup k BCMS a integrace systémů řízení
Norma ČSN EN ISO 22301:2013 používá systémový přístup k řízení kontinuity činností organizace (Business Continuity Management, BCM).Tento systémový přístup je založen na modelu “Plánuj-Dělej-Kontroluj-Jednej“ (Plan-Do-Check-Act nebo PDCA).
PDCA přístup, který se aplikuje i u ostatních systémů řízení, například u systému řízení bezpečnosti informací (ISMS), systému řízení kvality (QMS) a systému řízení životního prostředí (EMS), zaručuje určitou úroveň shody s těmito řídícími systémy a umožňuje je sjednotit v jeden integrovaný řídící systém (Integrated Management System, IMS).

## Popis PDCA cyklu BCM

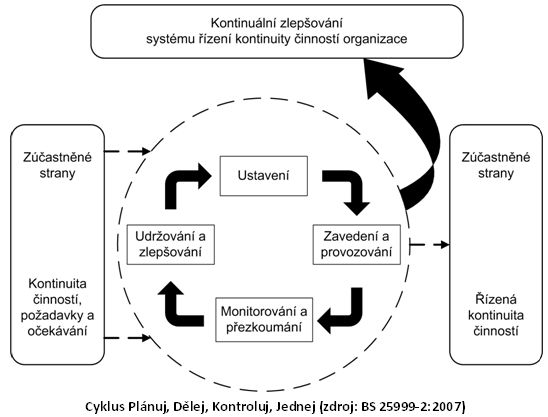
Cyklus Plánuj, Dělej, Kontroluj, Jednej

Na obrázku je zobrazen cyklus PDCA. Jednotlivé kroky cyklu PDCA řízení kontinuity činností organizace obsahují dle ČSN EN ISO 22301:2013 následující činnosti:
- Plánuj – stanovení rozsahu, politiky, cílů, úkolů, opatření, procesů a postupů kontinuity činností tak, aby vše bylo nastaveno v souladu celkovými politikami a cíli organizace. Základním předpokladem pro úspěšné ustanovení a zavedení BCMS je podpora ze strany vedení organizace;
- Dělej – zavedení a provozování politiky, opatření, procesů a postupů kontinuity činností. Krok zahrnuje provedení analýzy dopadů (Business Impact Analysis, BIA), analýzy a hodnocení rizik, vytvoření strategií BCM, vývoj a zavedení plánů BCM a jejich testování a přezkoumávání;
- Kontroluj – monitorování a přezkoumání výkonu ve vztahu k politice, cílům a praktickým zkušenostem kontinuity činností a reportování výsledků vedení organizace. Úkolem vedení je provést přezkoumání výsledků, určit a schválit opatření pro nápravu a zlepšování.
- Jednej – přijetí opatření k nápravě a preventivních opatření, založených na výsledcích interního auditu a přezkoumání BCMS ze strany vedení organizace tak, aby bylo dosaženo neustálého zlepšování BCMS.

## Přínosy zavedení BCMS
- zvýšení odolnosti organizace, kontinuity poskytovaných produktů a služeb a omezení dopadů krizových událostí a havárií;
- konkurenční výhoda, zvýšení důvěryhodnosti organizace pro partnery a zákazníky;
- ochrana pověsti a zavedené značky;
- zajištění kontinuálního fungování společnosti;
- zvládání krizových událostí a havárií;
- plnění požadavků legislativy, regulátorů a zákazníků;
- zvýšení efektivity investic vynakládaných na zajištění kontinuity činností organizace;
- systémový přístup k problematice řízení kontinuity činností, její neustálé zlepšování a zlepšování fungování řídících procesů organizace;
- zvýšení celkového bezpečnostního povědomí napříč organizací ohledně BCM;
- snížení pojistné částky.